# Flavio Chigi (1810-1885)
Flavio Chigi (Roma, 31 de maio de 1810 – 15 de fevereiro de 1885) foi um diplomata e cardeal da Igreja Católica italiano, arcipreste da Arquibasílica de São João de Latrão.

## Biografia
Nascido em uma família de banqueiros de Siena, era o nono dos doze filhos do príncipe Agostino Chigi Albani della Rovere (1771-1855), príncipe de Farnese (1793), marechal perpétuo do Conclave e senador de Roma (1809-1814), e da princesa Carlotta Amalia Colonna Barberini (1771-1837). Dessa forma, era parente do cardeal Benedetto Colonna Barberini di Sciarra pelo lado materno e do Papa Alexandre VII e dos cardeais Flavio Chigi, seniore, Sigismondo Chigi e Flavio Chigi, iunior. Por isso ele também é listado como Flavio III Chigi. Estudou com preceptores e mais tarde, estudou teologia com os jesuítas de Tivoli.
Foi oficial da Pontifícia Guarda Nobre de 1836 a 1849. Em 1841, foi enviado a Lyon para levar o barrete vermelho ao novo cardeal Louis Jacques Maurice de Bonald. Proclamada a República Romana, seguiu o Papa Pio IX ao seu exílio em Gaeta. Em 1850 decidiu entrar no estado eclesiástico e tornar-se sacerdote. Retirou-se para a casa dos jesuítas em Tivoli, onde estudou teologia com grande dedicação. Em 1852, foi enviado à França para levar o barrete vermelho ao novo cardeal Ferdinand-François-Auguste Donnet, arcebispo de Bordeaux.
Foi ordenado padre em 17 de dezembro de 1853. Foi nomeado cônego da Basílica de São Pedro em 1853, além de Camareiro privado supranumerário de Sua Santidade.
Nomeado núncio apostólico na Baviera em 16 de junho de 1856, foi nomeado arcebispo titular de Mira em 19 de junho e consagrado em 6 de julho, na Capela Paulina no Palácio do Quirinal pelo Papa Pio IX, coadjuvado por Alessandro Macioti, assessor da Sagrada Congregação do Santo Ofício e por Giuseppe Palermo, O.S.A., sacristão papal.
Durante sua missão em Munique, a inclemência do clima, a saúde precária, a persistência das dificuldades econômicas, a falta de autoconfiança, devido à consciência de sua própria inexperiência, especialmente no primeiro período, constituíram dificuldades consideráveis para Chigi, mas depois demonstrou diligência, escrúpulo, sentido do dever, tornando-se observador atento dos fatos. A concordata de 5 de junho de 1817 e o "edito de religião" de 1818 não eliminaram as razões da disputa entre Igreja e Estado na Baviera, onde a coexistência de várias confissões religiosas tornava a situação delicada.
Em 30 de setembro de 1861 foi nomeado núncio apostólico na França. Paris representava então o ponto nodal de uma possível solução para a questão romana. No intrincado entrelaçamento político-diplomático em que foi forçado a transitar, Chigi teve que mediar entre um lado, a posição política intransigente do pontífice que lutava pela reintegração das províncias perdidas, por outro a ambiguidade da política imperial de Napoleão III. Permaneceu na nunciatura até sua criação como cardeal.
Foi nomeado cardeal pelo Papa Leão XIII, no Consistório de 22 de dezembro de 1873, recebendo o barrete vermelho e o título de cardeal-presbítero de Santa Maria do Povo em 15 de junho de 1874.
Nomeado grão-prior comendatário em Roma da Soberana Ordem Militar de São João de Jerusalém em 21 de dezembro de 1876, em 24 de dezembro foi nomeado Arcipreste da Arquibasílica de São João de Latrão. Foi o Camerlengo do Sacro Colégio dos Cardeais, de 13 de maio de 1881 a 27 de março de 1882. Foi também Secretário dos Memoriais, em 10 de novembro de 1881 e Secretário dos Breves Apostólicos, a partir de 24 de março de 1884.
Faleceu em 15 de fevereiro de 1885, em Roma. Foi velado na igreja de Santa Maria del Popolo, e sepultado, temporariamente, no cemitério Campo di Verano.

## Conclavse
- Conclave de 1878 — eleição do Papa Leão XIII